# Monopterus
Ce genre de poissons ne doit pas être confondu avec le genre d'orthoptères Monopterus, synonyme de Melanoplus.
Genre
Monopterus est un genre de poissons d'eau douce de la famille des Synbranchidae (ordre des Synbranchiformes).

## Liste d'espèces
Selon World Register of Marine Species (16 octobre 2023) :
- Monopterus albus (Zuiew, 1793)
- Monopterus bicolor Nguyen & Nguyen, 2005
- Monopterus boueti (Pellegrin, 1922)
- Monopterus cuchia (Hamilton, 1822)
- Monopterus desilvai Bailey & Gans, 1998
- Monopterus dienbienensis Nguyen & Nguyen, 2005
- Monopterus digressus Gopi, 2002
- Monopterus eapeni Talwar, 1991
- Monopterus fossorius (Nayar, 1951)
- Monopterus hodgarti (Chaudhuri, 1913)
- Monopterus ichthyophoides Britz, Lalremsanga, Lalrotluanga & Lalramliana, 2011
- Monopterus indicus (Silas & Dawson, 1961)
- Monopterus luticolus Britz, Doherty-Bone, Kouete, Sykes & Gower, 2016
- Monopterus rongsaw Britz, Sykes, Gower & Kamei, 2018
- Monopterus roseni Bailey & Gans, 1998

## Galerie

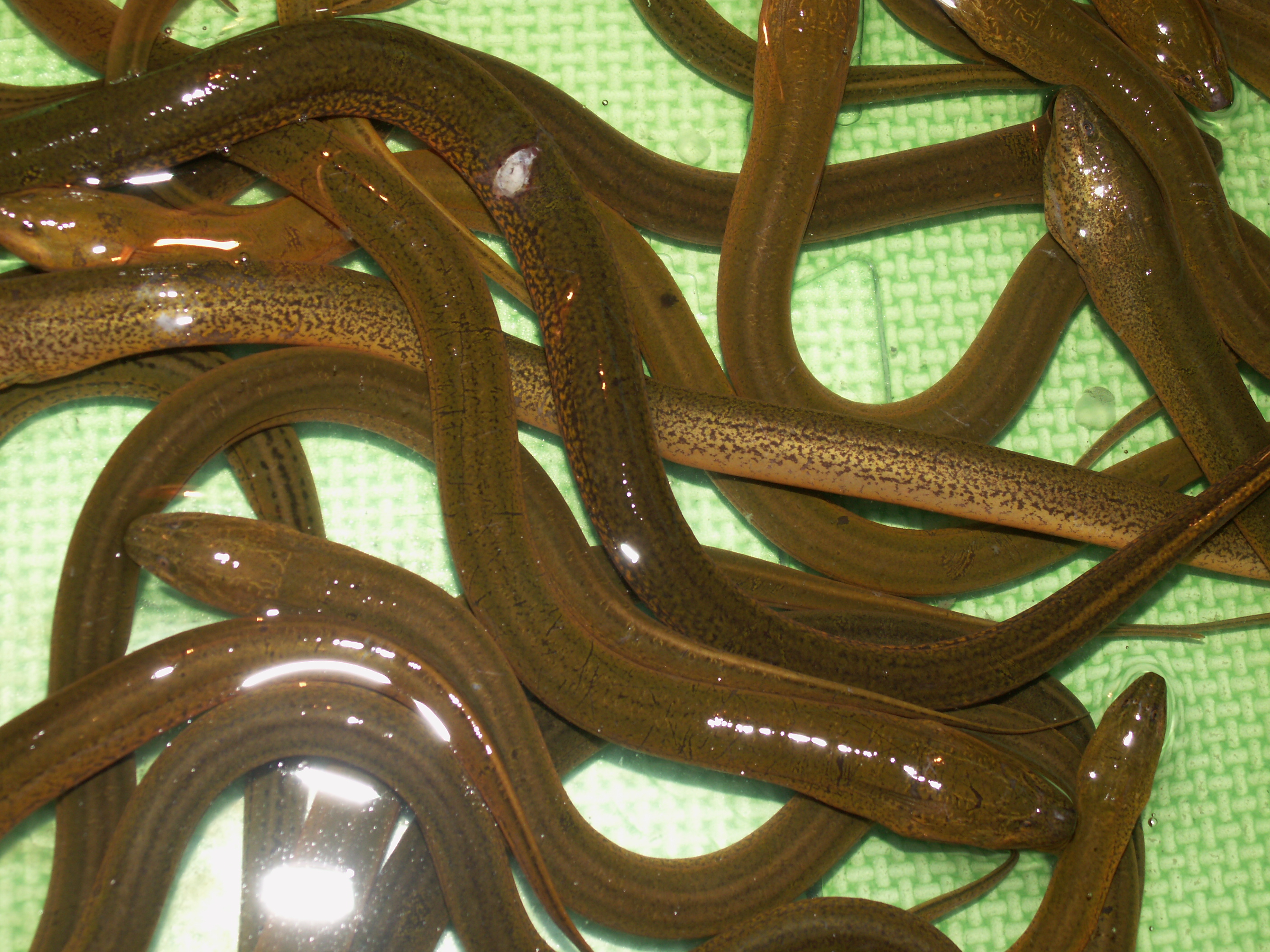
Monopterus albus.
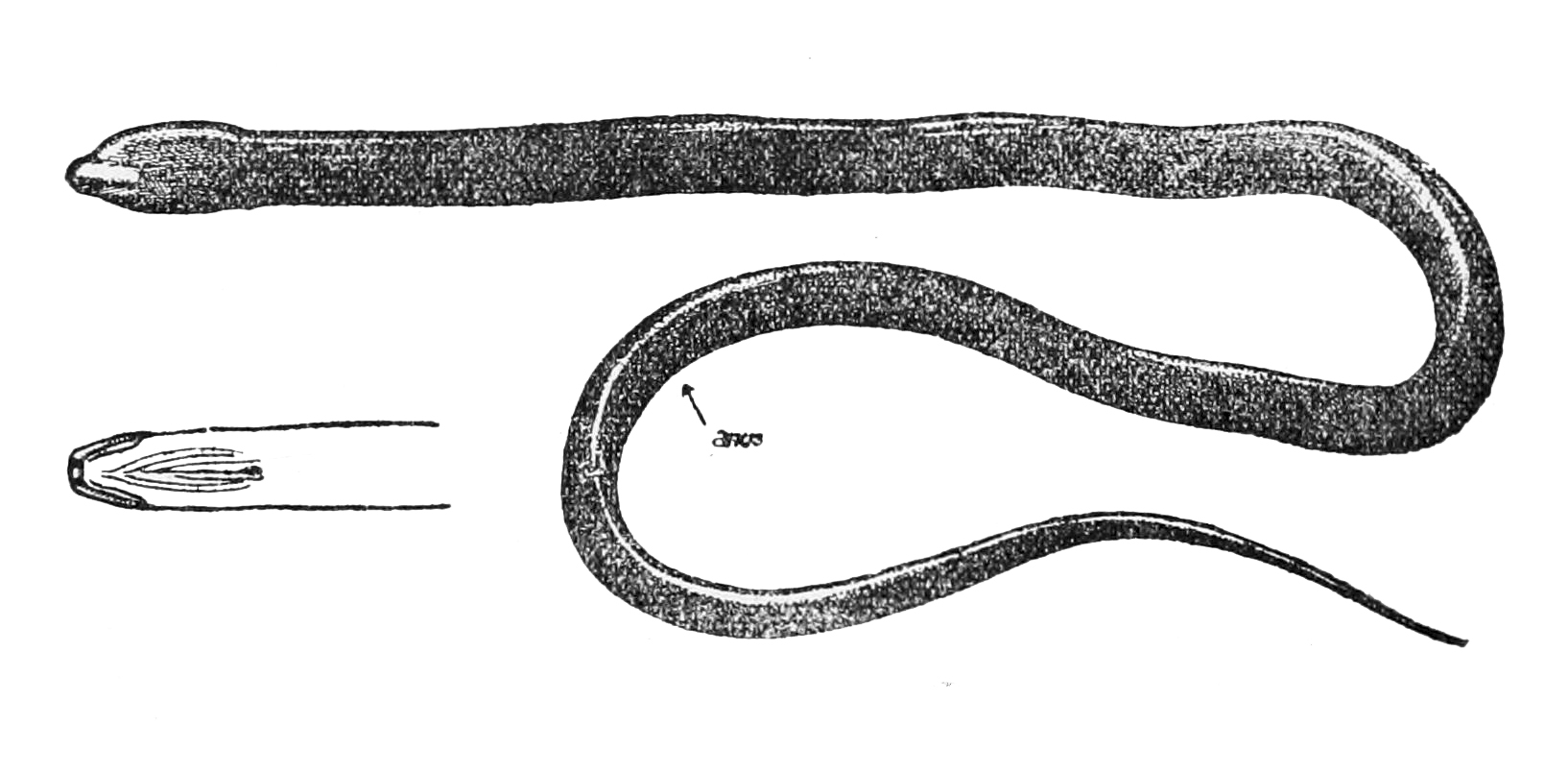
Monopterus boueti.
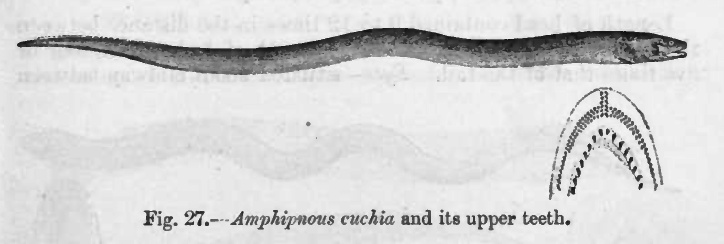
Monopterus cuchia.

## Systématique
Le nom valide complet (avec auteur) de ce taxon est Monopterus Lacépède, 1800.
Monopterus a pour synonymes :
- Amphinous
- Amphipnous Müller, 1841
- Aptergia
- Apterigia Basilewsky, 1855
- Fluta Bloch & Schneider, 1801
- Ophicardia McClelland, 1844
- Ophichthys Swainson, 1839
- Pneumabranchus McClelland, 1844
- Typhlosynbranchus Pellegrin, 1922

## Étymologie
Le nom générique, Monopterus, du grec ancien μόνος, mónos, « seul », et πτερόν, ptéron, « nageoire », fait référence à la fusion des nageoires dorsale, caudale et anale et l'absence de nageoires pectorales et pelviennes.